# Marjatta Wis
Marjatta Wis, född Tissari 20 juni 1915 i Lojo, död 4 november 2008, var en finländsk filolog. Hon ingick 1944 äktenskap med Roberto Wis.
Wis blev student 1934, filosofie kandidat 1940 samt filosofie licentiat och filosofie doktor 1956. Hon var assistent i germansk filologi vid Helsingfors universitet 1956–1965, docent 1958–1965, tillförordnad biträdande professor 1963–1965 och professor i germansk filologi 1965–1982. Hon publicerade bland annat ett antal filologiska verk om italienskans och spanskans inflytande på tyskan. Hon invaldes som ledamot av Finska Vetenskapsakademien 1973.